# Canton d'Allos-Colmars
Le canton d'Allos-Colmars est une ancienne division administrative française située dans le département des Alpes-de-Haute-Provence et la région Provence-Alpes-Côte d'Azur.

## Historique de la formation du canton
Il est formé de la fusion des anciens cantons d'Allos et de Colmars (qui a lui-même absorbé l'éphémère canton de Thorame). 
À la suite d'un décret du 24 février 2014, le canton va fusionner avec celui de Castellane, fin mars 2015, après les élections départementales de 2015.

### Le canton de Colmars initial
Le canton de Colmars était, jusqu'en 1801, formé de trois communes : Colmars, Villars-Colmars (séparée de cette dernière pendant la Révolution) et Beauvezer.

### Le canton de Thorame
Le canton de Thorame crée en 1793 est rattaché à celui de Colmars en 1801.
Il comprenait les deux communes homonymes de Thorame-Haute et Thorame-Basse ; la première était chef-lieu, on y  trouvait notamment une perception. 
En 1800, la population cantonale était de 1584 habitants. À l'an IV (thermidor) le citoyen Blanc occupe le poste de commissaire du directoire exécutif près l'administration municipale du canton de Thorame, à titre provisoire.

### Le canton d'Allos
Il était formé de la seule commune d'Allos jusqu'à sa suppression en 1985 ; initialement, il faisait partie de l'arrondissement de Barcelonnette, ce qui posait des problèmes en hiver à cause de la fermeture de la route du col d'Allos.
Le décret no 85-127 du 29 janvier 1985 a supprimé le canton d'Allos et rattaché la commune au canton de Colmars qui a pris le nom de canton d'Allos-Colmars.

## Composition
Le canton d'Allos-Colmars regroupait les six communes suivantes :
| Nom                 | Code Insee | Intercommunalité                              | Population (dernière pop. légale) |
| ------------------- | ---------- | --------------------------------------------- | --------------------------------- |
| Colmars (chef-lieu) | 04061      | CC Alpes Provence Verdon - Sources de Lumière | 398 (2014)                        |
| Allos               | 04006      | CC Alpes Provence Verdon - Sources de Lumière | 639 (2014)                        |
| Beauvezer           | 04025      | CC Alpes Provence Verdon - Sources de Lumière | 363 (2014)                        |
| Thorame-Basse       | 04218      | CC Alpes Provence Verdon - Sources de Lumière | 220 (2014)                        |
| Thorame-Haute       | 04219      | CC Alpes Provence Verdon - Sources de Lumière | 235 (2014)                        |
| Villars-Colmars     | 04240      | CC Alpes Provence Verdon - Sources de Lumière | 255 (2014)                        |

## Représentation

### Conseillers généraux du canton d'Allos(de 1833 à 1985)
| Période                                  | Période          | Identité                                     | Étiquette    | Qualité |
| ---------------------------------------- | ---------------- | -------------------------------------------- | ------------ | --- |
| 1833                                     | 1845             | Hyacinthe Marie Gariel (1778-1849)           |              | Ancien conseiller à la Cour royale de Grenoble (démissionnaire en 1830) Propriétaire et ancien maire d' Allos |
| 1845                                     | 1848             | Hyacinthe Casimir Pellissier (1796-1850)     |              | Avocat et juge suppléant au Tribunal civil de Barcelonnette                                                   |
| 1848                                     | 1861             | Laurent Jacques François Jaubert (1795-1872) |              | Juge de paix à Allos                                                                                          |
| 1861                                     | 1880             | Alexandre Clappier (1825-1894)               | Droite       | Juge au Tribunal de Digne puis Conseiller à la Cour d'Aix-en-Provence                                         |
| 1880                                     | 1898             | Odon Garcin                                  | Droite       | Avocat et avoué à Digne                                                                                       |
| 1898                                     | 1910             | Paul Delombre                                | Républicain  | Député (1893-1906) Ministre (1898-1899) Président du Conseil Général (1899-1906)                              |
| 1910                                     | 1913 (démission) | Pierre de Courtois                           | Rad.         | Avocat à Paris élu sénateur en 1930                                                                           |
| 1913                                     | 1919             | Henri Brun                                   | Rad.         | Chef de bureau au Ministère des Finances Président de l'association des Bas-Alpins à Paris                    |
| 1919                                     | 1940             | Michel Michel                                | RG           | Professeur de lycée honoraire à Digne                                                                         |
|                                          |                  |                                              |              | |
| 1945                                     | 1955             | Jean Pellegrin                               | SFIO         | Maire d'Allos                                                                                                 |
| 1955                                     | 1965 (décès)     | Ernest Giraud                                | MRP          | Médecin |
| 7 février 1965                           | 1973             | Jean Pellegrin                               | SFIO puis PS | Maire d'Allos                                                                                                 |
| 1973                                     | 1985             | Pierre-René Cèze                             | DVD          | Maire d'Allos (1971-1996)                                                                                     |
| Les données manquantes sont à compléter. |                  |                                              |              | |

### Conseillers d'arrondissement du canton d'Allos (de 1833 à 1940)
Le canton d'Allos avait deux conseillers d'arrondissement.
| Période                                  | Période      | Identité                            | Étiquette   | Qualité |
| ---------------------------------------- | ------------ | ----------------------------------- | ----------- | --- |
| 1833                                     | 1836         | M. Martin                           |             | Propriétaire à Allos                                                                                        |
| 1836                                     | 1848         | M. Guirand                          |             | Officier de santé à Allos                                                                                   |
| 1833                                     | 1848         | Hyacinthe Médard Pélissier (1777-?) |             | Juge de paix, propriétaire à Allos                                                                          |
|                                          |              |                                     |             | |
|                                          | 1882 (décès) | Désiré Boyer (1810-1882)            |             | Maire d'Allos                                                                                               |
| 1880                                     | 1897 (décès) | Jean Eugène Pellissier              |             | Médecin à Allos                                                                                             |
| 1897                                     | 1913         | Victor-Antonin Reynaud              | Républicain | Notaire, maire d'Allos                                                                                      |
| 1895                                     |              | Michel Louis                        |             | Négociant et minotier à Allos                                                                               |
| 1913                                     | 1919 (décès) | Jean-Napoléon Gay (1836-1919)       | Radical     | Propriétaire, maire d'Allos                                                                                 |
|                                          |              |                                     |             | |
| 1925                                     | 1940         | Marius Chalve                       | RG          | Électricien à Allos                                                                                         |
| 1931                                     | 1940         | M. Pellissier                       | RG          | |
| 1940                                     |              |                                     |             | Les conseils d'arrondissement ont été suspendus par la loi du 12 octobre 1940 et n'ont jamais été réactivés |
| Les données manquantes sont à compléter. |              |                                     |             | |

### Conseillers généraux du canton deColmars(de 1833 à 1985)
| Période | Période      | Identité                                                 | Étiquette             | Qualité |
| ------- | ------------ | -------------------------------------------------------- | --------------------- | --- |
| 1833    | 1848         | Bienvenu-Victorien Jassaud, baron de Thorame (1767-1850) |                       | Président du Conseil général Propriétaire, maire de Digne |
| 1848    | 1854 (décès) | Jean-Baptiste Gravier                                    |                       | Inspecteur de l'enregistrement et des domaines à Gap, propriétaire et ancien maire de Villars-Colmars, conseiller d'arrondissement                              |
| 1855    | 1867         | Jean Henry Marie Engelfred de Blieux (1796-1888)         |                       | Fabricant de draps, maire de Beauvezer, ancien conseiller d'arrondissement                                                                                      |
| 1867    | 1871         | Odon Garcin                                              |                       | Rédacteur au journal La France |
| 1871    | 1895         | Jacques Ambroise, dit James Barbaroux                    | Républicain           | Médecin à Colmars |
| 1895    | 1937         | Adrien Roux                                              | Rad.                  | Notaire, conseiller d'arrondissement Maire de Colmars (1892-1908), élu en 1912 président du Conseil général                                                     |
| 1937    | 1940         | Joseph Tartanson (1882-1955)                             | Union Nationale (PSF) | Avocat à Digne Président de la Chambre d'agriculture Nommé membre de la Commission administrative départementale en 1941 Nommé conseiller départemental en 1943 |
|         |              |                                                          |                       | |
| 1945    | 1964         | Gaston Roux                                              | SFIO                  | Agriculteur Conseiller municipal de Thorame-Haute |
| 1964    | 1979 (décès) | Jean-Marie Cambray (1912-1979)                           | SFIO puis SE          | Maire de Beauvezer (1947-1979) |
| 1979    | 1982         | André Guirand                                            | RPR                   | Maire de Villars-Colmars |
| 1982    | 1985         | Robert Ducoffe                                           | RPR                   | Fonctionnaire Maire de Colmars (1971-1994) |

### Conseillers d'arrondissement du canton de Colmars (de 1833 à 1940)
Le canton de Colmars avait deux conseillers d'arrondissement.
| Période                                  | Période | Identité                                         | Étiquette       | Qualité |
| ---------------------------------------- | ------- | ------------------------------------------------ | --------------- | --- |
| 1833                                     | 1836    | Ambroise Barbaroux (1773-1851)                   |                 | Propriétaire, concierge du Génie militaire, ancien maire de Colmars                                         |
| 1833                                     | 1848    | Jean Baptiste Gravier                            |                 | Maire de Villars-Colmars                                                                                    |
| 1836                                     | 1848    | Jean Henry Marie Engelfred de Blieux (1796-1888) |                 | Fabricant de draps, maire de Beauvezer                                                                      |
|                                          |         |                                                  |                 | |
| 1883                                     | 1889    | Jean-Joseph Jaume                                | Républicain     | Propriétaire à Thorame-Haute                                                                                |
| 1889                                     | 1895    | Adrien Roux                                      | Républicain     | Notaire, maire de Colmars                                                                                   |
| 1895                                     | 1898    | Adrien Boyer                                     | Républicain     | |
| 1898                                     | 1910    | M. Arnaud                                        | Républicain     | |
| 1910                                     | 1913    | Adrien Boyer                                     | Radical         | |
| 1913                                     |         | André Ventre                                     |                 | Ancien maire de Villars-Colmars                                                                             |
|                                          |         |                                                  |                 | |
| 1934                                     | 1940    | M. Arnaud                                        | Union nationale | |
| 1940                                     |         |                                                  |                 | Les conseils d'arrondissement ont été suspendus par la loi du 12 octobre 1940 et n'ont jamais été réactivés |
| Les données manquantes sont à compléter. |         |                                                  |                 | |

### Conseillers généraux du canton d'Allos-Colmars(de 1985 à 2015)
| Période | Période             | Identité         | Étiquette    | Qualité                                                             |
| ------- | ------------------- | ---------------- | ------------ | ------------------------------------------------------------------- |
| 1985    | 1988                | Robert Ducoffe   | RPR          | Fonctionnaire Maire de Colmars                                      |
| 1988    | 2001                | Pierre-René Cèze | RPR puis DVG | Maire d'Allos                                                       |
| 2001    | 2008                | Michel Lantelme  | DVG          | Enseignant, écrivain Maire d'Allos                                  |
| 2008    | 6 mars 2013 (décès) | Guy Lebeaupin    | DVG          | Retraité Maire de Beauvezer (2001-2013), mort en fonctions          |
| 2013    | 2015                | Alberte Vallée   | DVG          | Chef d'entreprise à Allos Elue en 2015 dans le Canton de Castellane |

## Démographie
| 1990  | 1999  | 2006  | 2011  | 2012  |
| ----- | ----- | ----- | ----- | ----- |
| 1 853 | 1 827 | 2 038 | 2 106 | 2 097 |

## Sources